# Приложна теория на вероятностите
Голяма част от изследванията, които се правят в областта на вероятностите са „под знамето“ на приложната теория на вероятностите , тоест приложението на теория на вероятностите към други/различни научни и инженерни домейни. Все пак, независимо, че подобни изследвания са мотивирани в някаква степен от приложните проблеми, обичайно именно математическите аспекти на задачите са тези, които са от основен интерес за изследователите (което е типично за приложната математика като цяло).